# Bursaria spinosa

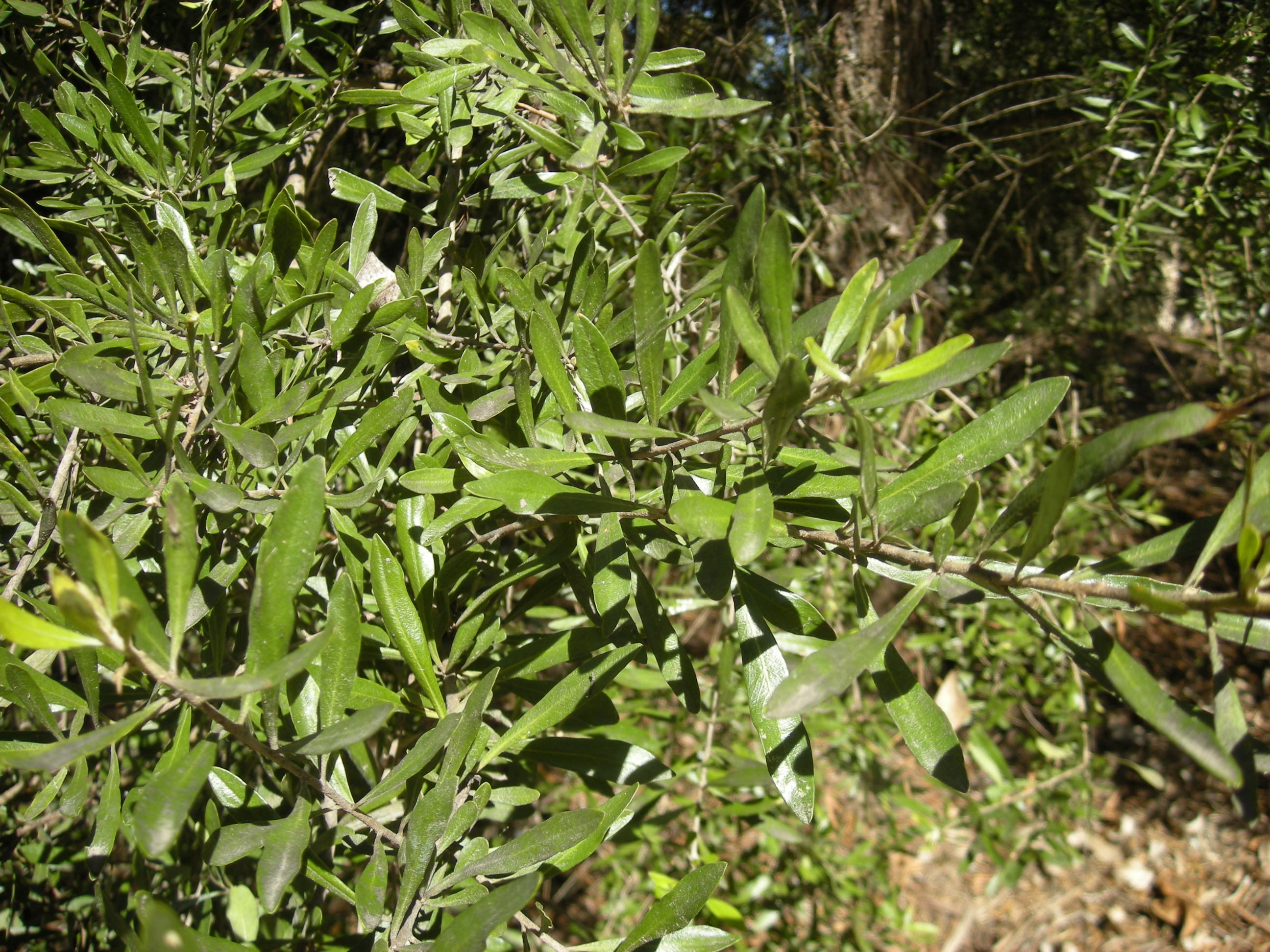
Folhagem

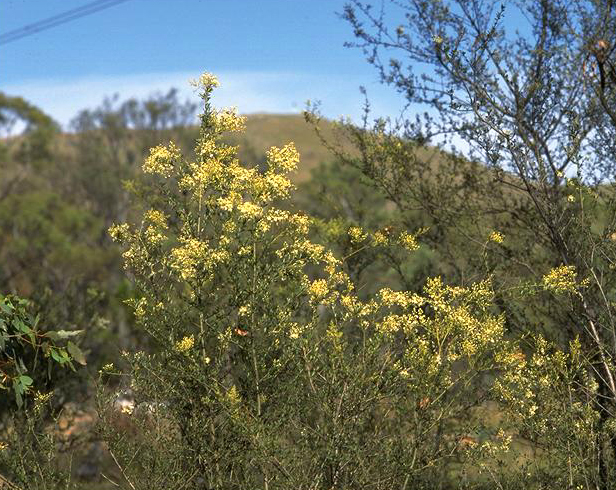
Hábito, subespécie lasiophylla

Bursaria spinosa é uma pequena árvore ou arbusto pertencente à família Pittosporaceae. Essa espécie é encontrada principalmente na metade leste e sul da Austrália, mas não ocorre na Austrália Ocidental nem no Território do Norte. Pode atingir até 10 metros de altura e exibe flores brancas perfumadas que surgem em qualquer época do ano, com maior destaque no verão. Comumente presente como um arbusto de sub-bosque em florestas de eucaliptos, ela coloniza áreas perturbadas e terras agrícolas em pousio. Além disso, é uma planta alimentar essencial para diversas espécies de borboletas e mariposas, especialmente do gênero Paralucia [en], bem como para abelhas nativas.

## Descrição
A aparência de Bursaria spinosa varia bastante, podendo crescer de 1 a 12 metros de altura. Sua casca cinza-escura é sulcada, e os ramos lisos podem apresentar espinhos em alguns casos. As folhas, que exalam um aroma semelhante ao de pinheiro quando amassadas, são dispostas de forma alternada ao longo dos ramos ou agrupadas em nós. Elas têm formato linear a oval ou em cunha (ovais, obovais ou cuneiformes), medindo entre 2 e 4,3 cm de comprimento e 0,3 a 1,2 cm de largura, com ápice arredondado. As flores, de fragrância agradável, aparecem principalmente no verão, mas podem surgir em qualquer período do ano. Elas se organizam em panículas piramidais com folhas.

## Taxonomia e nomenclatura
Bursaria spinosa foi coletada pela primeira vez por europeus nas proximidades da Baía de Sydney e descrita formalmente em 1797 por Antonio José Cavanilles em sua obra Icones et Descriptiones Plantarum. A espécie é conhecida por diversos nomes populares em inglês, como Australian blackthorn, blackthorn, Christmas bush, mock orange, native blackthorn, native box, native olive, prickly box, prickly pine, spiny box, spiny bursaria, sweet bursaria, thorn box e whitethorn, entre outros. Sua floração no verão levou ao nome Christmas bush ("arbusto de Natal") na Tasmânia e na Austrália Meridional (não confundir com Prostanthera lasianthos [en]). Entre os nomes indígenas, destacam-se kurwan, registrado em Coranderrk [en], Victoria, e geapga, na região de Lake Hindmarsh Station.
A espécie apresenta grande variabilidade em aparência e hábito, assim como outras do gênero, o que gerou várias tentativas de classificação desde sua descoberta. Em 1893, Jules Daveau, no Dictionnaire d'Horticulture de Désiré Georges Jean Marie Bois [en], descreveu as variedades inermis (sem espinhos) e macrophylla (folhas grandes), mas macrophylla foi considerada um nomen illegitimum, pois já havia sido usada por William Jackson Hooker em 1834.
Uma revisão de 1999 reconheceu apenas duas subespécies, aceitas pelo Censo Australiano de Plantas [en]:
- Bursaria spinosa subsp. lasiophylla (E.M.Benn. [en]) L.Cayzer [en], Crisp [en] & I.Telford[14] possui folhas mais curtas e largas e flores menores que a subespécie típica, atingindo até 5 metros de altura. Ocorre em solos argilosos mais pesados em Nova Gales do Sul, Victoria e Austrália Meridional;[2][15]
- Bursaria spinosa Cav. subsp. spinosa[16] é um arbusto ou pequena árvore de 5 a 10 metros, amplamente distribuída no leste da Austrália, incluindo Queensland e Tasmânia.[2][17]

A subespécie lasiophylla era conhecida como Bursaria lasiophylla, descrita em 1978 por Eleanor Marion Bennett [en], mas foi reclassificada como subespécie em 1999 por Lindy W. Cayzer [en], Michael Crisp [en] e Ian Telford.

## Distribuição e habitat
Bursaria spinosa é comum e amplamente distribuída no sub-bosque de florestas de eucaliptos em todos os estados da Austrália, exceto na Austrália Ocidental e no Território do Norte.
Em Nova Gales do Sul, cresce em florestas secas a úmidas, exceto nas áreas mais áridas, sendo por vezes considerada uma erva daninha em terras desmatadas. Na região de Sydney, ocorre em solos de argila e xisto, como planta de sub-bosque associada a espécies como Eucalyptus moluccana e Eucalyptus tereticornis, além da gramínea Themeda triandra [en]. Pode formar densos maciços em terras agrícolas não utilizadas. Em Victoria, é comum em todo o estado, exceto no extremo noroeste, em solos pesados e áreas alpinas. Na Austrália Meridional, predomina no sudeste, enquanto na Tasmânia é mais comum em áreas secas.
A subespécie lasiophylla tem distribuição mais restrita, ocorrendo em Nova Gales do Sul nas costas central e sul, além dos Planaltos Centrais e Planaltos Meridionais, em florestas sobre solos argilosos mais pesados que os da subsp. spinosa. Em Victoria, cresce principalmente em locais secos e rochosos, em florestas e arbustais das regiões leste e centro-oeste.

## Ecologia
Com uma longevidade de 25 a 60 anos, Bursaria spinosa pode rebrotar a partir de sua base lenhosa após incêndios florestais. Altamente rizomatosa, plantas de um mesmo grupo frequentemente pertencem a um único indivíduo genético. Apesar da identidade genética, a aparência pode variar bastante, inclusive com brotos sem espinhos, antes considerados uma subespécie ("inermis"). Suas sementes são dispersas pelo vento, o que a torna uma planta colonizadora.
Diversos insetos visitam suas flores, sendo os besouros os principais polinizadores, pertencentes a várias famílias. Estudos em Armidale registraram espécies como os besouros Curis splendens e Stigmodera inflata (Buprestidae), Amphirhoe sloanei e Tropocalymma dimidiatum (Cerambycidae), além de escaravelhos (Scarabaeidae) e besouros da família Mordellidae [en]. Besouros e vespas da família Scoliidae [en] transportam quantidades significativas de pólen, enquanto moscas e borboletas carregam menos. As larvas do besouro[ Astraeus crassus vivem em túneis de ramos mortos ou moribundos. Lagartas que se alimentam da planta incluem Proselena annosana, Palaeosia bicosta e Ectropis subtinctaria, enquanto as de Anestia ombrophanes [en] consomem algas e líquens nos ramos.
A borboleta Paralucia aurifer [en] e a formiga Anonychomyrma nitidiceps formam uma relação simbiótica complexa na planta. As borboletas depositam ovos na face inferior das folhas, e as lagartas se alimentam delas antes de puparem no solo. As formigas escavam câmaras no solo para as lagartas dormirem e puparem, acompanhando-as durante a alimentação, possivelmente se nutrindo de suas secreções. Lagartas de Paralucia pyrodiscus [en] são acompanhadas por formigas do gênero Notoncus, e a espécie ameaçada Paralucia spinifera [en] se reproduz e alimenta exclusivamente na subespécie lasiophylla na parte central de Nova Gales do Sul.
Gado e coelhos pastam em plantas jovens.

## Usos
O composto aesculina [en], utilizado em pesquisas médicas e, na década de 1940, como ingrediente em protetores solares, era extraído da planta na região de Sydney. Apesar de seus espinhos a tornarem pouco popular no cultivo, ela pode servir como barreira dissuasiva. Pode ser cultivada a partir de sementes frescas ou estacas, sendo resistente na maioria das condições. Bursaria spinosa fornece néctar para borboletas e refúgio para pequenas aves.